# Casa Günter Grass

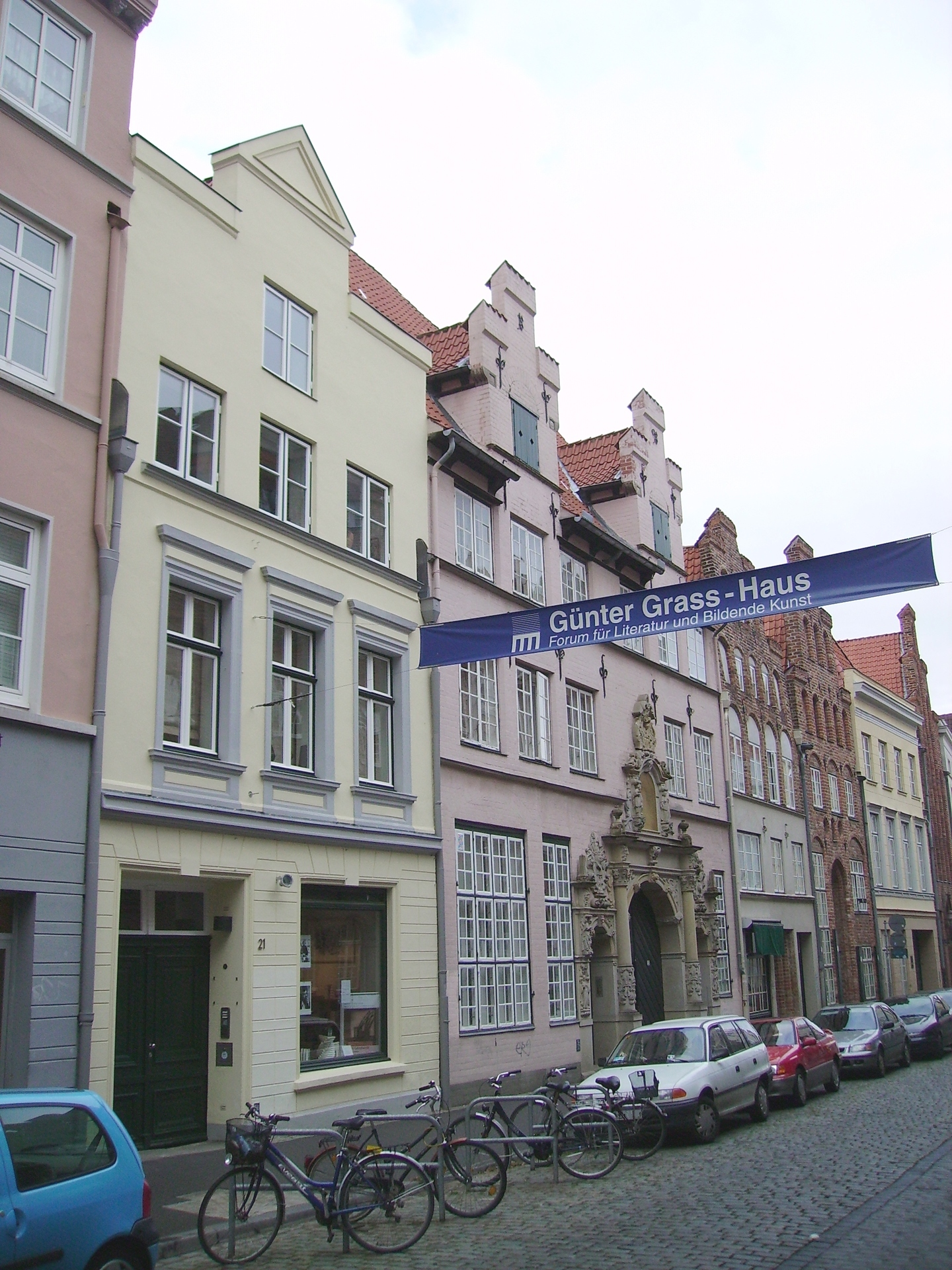
Casa Günter Grass (fachada) (2008)

La Casa Günter Grass es un edificio y museo en el casco antiguo de Lübeck dedicado a la obra literaria, pictórica y escultórica de Günter Grass, Premio Nobel de Literatura, que vivió cerca de Lübeck en su vejez. El patrocinador de la casa, inaugurada en octubre de 2002, es la Kulturstiftung Hansestadt Lübeck.

## Instalaciones
La Casa Günter Grass se inauguró como foro de literatura y artes visuales en 2002 en la calle Glockengießerstraße 21 de Lübeck. El museo se centra en investigar y comunicar la interacción de la literatura y el arte visual en la obra de Grass.

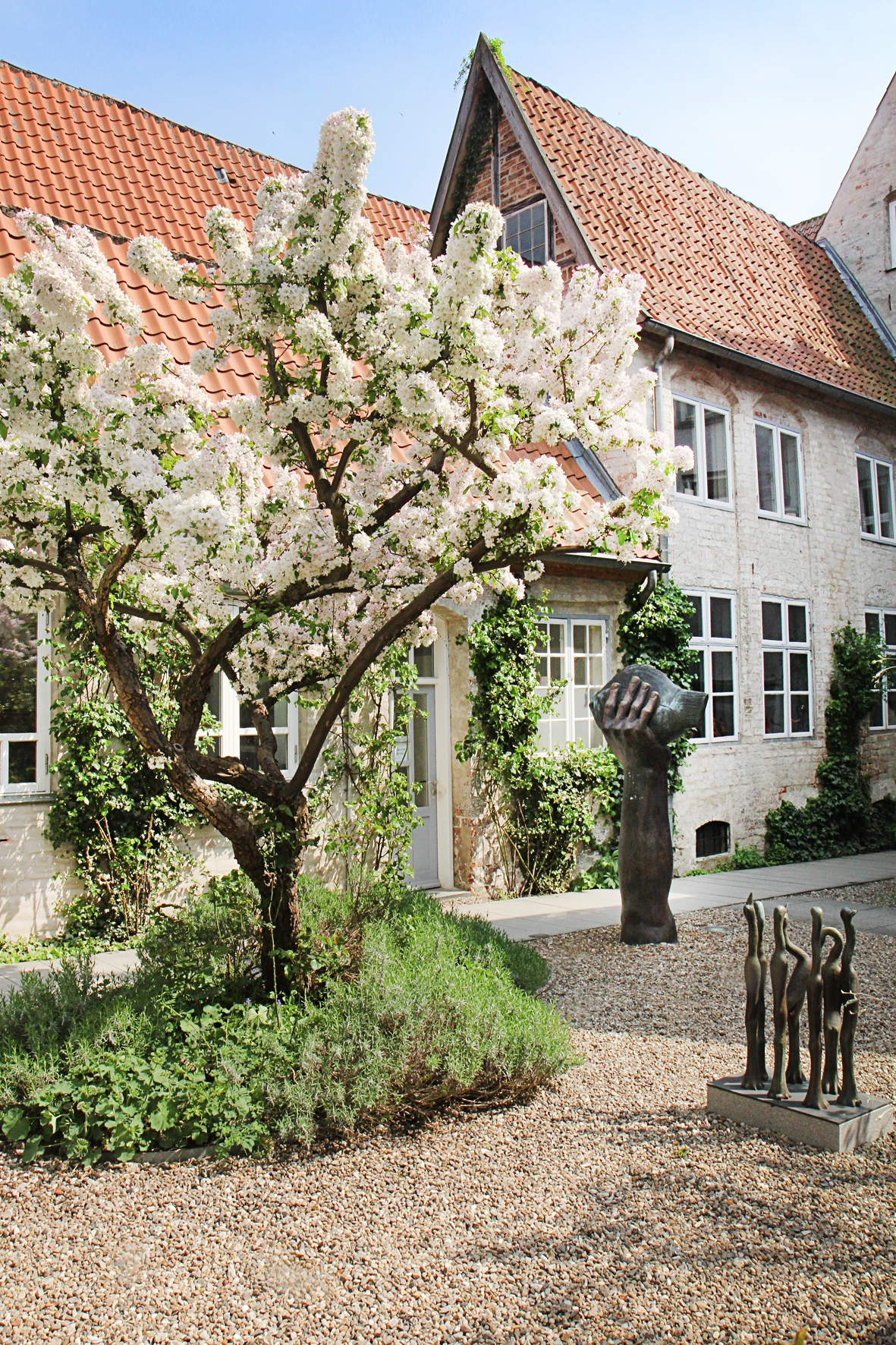
Patio de esculturas con las esculturas Grass Der Butt im Griff y Sieben Vögel (2014)

El escritor, artista gráfico, pintor y escultor, que nació en Gdansk en 1927, vivió cerca de la ciudad hanseática en Behlendorf desde 1986 hasta su muerte en 2015; su secretaría y archivo se encontraban en el mismo edificio de la Glockengießerstraße desde la década de 1990. A pesar de la proximidad espacial con su homónimo, la Casa Günter Grass funcionaba de forma independiente desde el punto de vista científico. En los primeros años, los historiadores del arte Kai Artinger y Stefanie Wiech fueron los encargados. Wiech fue sucedido como director del museo en 2009 por el germanista e historiador Jörg-Philipp Thomsa.

Tras la muerte de Grass, la Casa Günter Grass, en colaboración con la editorial Steidl, organizó el acto central de conmemoración, que tuvo lugar el 10 de mayo de 2015 en el Teatro de Lübeck en presencia del Presidente Federal Joachim Gauck. El discurso principal fue pronunciado por el escritor John Irving. Helene Grass y Mario Adorf leyeron poemas del fallecido.
Con motivo del 90.º cumpleaños de Günter Grass, la Casa Günter Grass organizó un acto festivo con Salman Rushdie, que fue amigo del Premio Nobel de Literatura, en la Sala de Música y Congresos de Lübeck el 28 de noviembre de 2017. Los participantes en el Encuentro Literario de Lübeck, fundado por Günter Grass, Dagmar Leupold, Eva Menasse, Benjamin Lebert, Fridolin Schley y Tilman Spengler, leyeron de la novela Es cuento largo.

El patrocinador de la casa es la Kulturstiftung Hansestadt Lübeck. El Freundeskreis Günter-Grass-Haus e.V. apoya y promueve el trabajo del museo. Entre los miembros del Freundeskreis Günter-Grass-Haus se encuentran no sólo ciudadanos de Lübeck, sino también personajes públicos como Mario Adorf, Günter Netzer, Eva Menasse, Frank-Walter Steinmeier, Volker Schlöndorff, Denis Scheck y Ulrich Wickert.

## Localización
El complejo de edificios con dos casas antiguas renovadas en la Glockengießerstraße se encuentra debajo de la iglesia de Santa Catalina. El diseño fue realizado por el arquitecto de Lübeck Thomas Schröder-Berkentien en colaboración con el Studio Heller de Hamburgo. En dos estrechas parcelas de 50 metros de largo con un patio medieval se encuentran los edificios delantero y trasero con el espacio expositivo propiamente dicho. En el patio interior se pueden ver obras escultóricas de Grass, como la escultura Der Butt im Griff, en el jardín de esculturas. Todos los años, en verano, se celebra aquí un gran festival infantil con temas cambiantes y la Noche de los Museos de Lübeck. A través del jardín posterior del museo, en el que también se pueden ver esculturas de Günter Grass, hay una conexión con la sucursal de la Bundeskanzler-Willy-Brandt-Stiftung en la Königstraße, la Casa Willy Brandt de Lübeck, inaugurada en 2007.

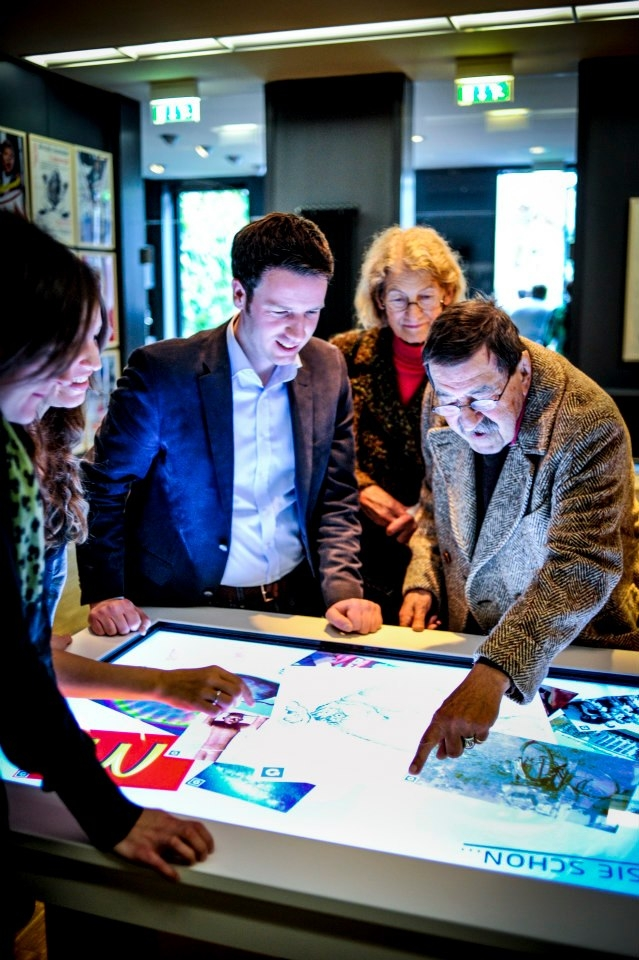
El director del museo Jörg-Philipp Thomsa con Ute y Günter Grass (2014)

## Colección
Para la investigación interdisciplinar, el museo dispone de una colección de más de 1.400 dibujos, litografías, acuarelas y grabados originales, así como de numerosos manuscritos procedentes del patrimonio del artista. En 2016 se digitalizó toda la colección.
En mayo de 2018, la Casa Günter Grass adquirió 33 pinturas tempranas de Günter Grass. La colección adquirida incluye estudios de desnudos, retratos, acuarelas, dibujos a tinta y una impresión de lo que presumiblemente es la única xilografía del artista.
El museo adquirió las versiones manuscritas completas de las obras autobiográficas "Pelando la cebolla" (2006) y "La caja de los deseos" (2008) en diciembre de 2020.